# Europameisterschaften im Modernen Fünfkampf 2001
Die Europameisterschaften im Modernen Fünfkampf 2001 wurden in Sofia, Bulgarien, ausgetragen.

## Herren

### Einzel
| Platz | Land    | Sportler               |
| ----- | ------- | ---------------------- |
| 1     | Litauen | Andrejus Zadneprovskis |
| 2     | Litauen | Edvinas Krungolcas     |
| 3     | Ungarn  | Sándor Fülep           |

### Mannschaft
| Platz | Land    | Sportler                                              |
| ----- | ------- | ----------------------------------------------------- |
| 1     | Ungarn  | Viktor Horváth Ákos Kállai Sándor Fülep               |
| 2     | Belarus | Pawal Douhal Dsmitryj Meljach Aleksandr Bysov         |
| 3     | Ukraine | Vadim Tkatshuk Vitaliy Budovskiy Oleksandr Kravchenko |

### Staffel
| Platz | Land    | Sportler                                                 |
| ----- | ------- | -------------------------------------------------------- |
| 1     | Ungarn  | Viktor Horváth Ákos Kállai Sándor Fülep                  |
| 2     | Litauen | Andrejus Zadneprovskis Tadas Žemaitis Edvinas Krungolcas |
| 3     | Polen   | Maciej Bogucki Andrzej Stefanek Marcin Horbacz           |

## Damen

### Einzel
| Platz | Land                   | Sportlerin        |
| ----- | ---------------------- | ----------------- |
| 1     | Vereinigtes Königreich | Stephanie Cook    |
| 2     | Ukraine                | Tatyana Nakasnaya |
| 3     | Belarus                | Schanna Schubenok |

### Mannschaft
| Platz | Land                   | Sportlerinnen                                     |
| ----- | ---------------------- | ------------------------------------------------- |
| 1     | Vereinigtes Königreich | Georgina Harland Sian Lewis Stephanie Cook        |
| 2     | Belarus                | Halina Baschlakowa Anna Wnukowa Schanna Schubenok |
| 3     | Italien                | Fabiana Fares Claudia Corsini Claudia Cerutti     |

### Staffel
| Platz | Land                   | Sportlerinnen                                     |
| ----- | ---------------------- | ------------------------------------------------- |
| 1     | Ungarn                 | Csilla Füri Zsuzsanna Vörös Nóra Simóka           |
| 2     | Belarus                | Halina Baschlakowa Anna Wnukowa Schanna Schubenok |
| 3     | Vereinigtes Königreich | Georgina Harland Elizabeth Kipling Stephanie Cook |

## Medaillenspiegel
| Platz | Land                   | Goldmedaille | Silbermedaille | Bronzemedaille |
| 1     | Ungarn                 | 3            | –              | 1              |
| 2     | Vereinigtes Königreich | 2            | –              | 1              |
| 3     | Litauen                | 1            | 2              | –              |
| 4     | Belarus                | –            | 3              | 1              |
| 5     | Ukraine                | –            | 1              | 1              |
| 8     | Italien                | –            | –              | 1              |
| 8     | Polen                  | –            | –              | 1              |